# Teilhardina
Teilhardina is een geslacht van uitgestorven primaten uit de familie Omomyidae van de Tarsiiformes. Dit dier leefde tijdens het Vroeg-Eoceen in Noord-Amerika, Europa en Azië.

## Kenmerken
Vondsten van gedeeltes van skeletten in het begin van de eenentwintigste eeuw hebben veel informatie opgeleverd over de lichaamsbouw en leefwijze van Teilhardina. Teilhardina was een kleine primaat. De kleinere soorten hadden het formaat van een muismaki, waarbij de kleinste soorten met een geschat gewicht van 28 gram het formaat van de Berthe-muismaki, de kleinste hedendaagse primaat, hadden. De grotere soorten waren zo groot als  een spookdiertje of dwergzijdeaapje. De staart was langer dan het lichaam. Het was een boombewonende insectivoor. De ellebooggewrichten waren mobiel en de onderarmen hadden een duidelijke musculatuur. De handen waren lang met grijpende vingers. De achterpoten waren aangepast voor frequent en krachtig springen. De voeten waren mobiel en roteerbaar met lange grijpende tenen. Aan de vingers en tenen zaten nagels.

## Taxonomie
De Franse wetenschapper Teilhard de Chardin beschreef Teilhardina aanvankelijk in 1927 als Omomys belgica. Later wijzigde George Gaylord Simpson de geslachtsnaam en vernoemde het naar Teilhard de Chardin. Veel soorten zijn bekend uit de Willwood-formatie en op basis van fossiele vondsten uit de jaren tachtig en negentig in deze afzettingen beschreven onder meer Philip Gingerich en Kenneth Rose meerdere soorten.
- Geslacht: Teilhardina
  - Soort: Teilhardina americana (Bown, 1976): Willwood-formatie (Wyoming) - 120 gram
  - Soort: Teilhardina asiatica (Ni, 2004): Volksrepubliek China - 28 gram
  - Soort: Teilhardina belgica (Chardin, 1927): Dormaal en Erquelinnes, Tienen-formatie (België), Frankrijk - 30 tot 60 gram
  - Soort: Teilhardina brandti (Gingerich, 1993): Willwood-formatie (Wyoming)
  - Soort: Teilhardina crassidens (Bown & Rose, 1987): Willwood-formatie (Wyoming) - 90 gram
  - Soort: Teilhardina demissa (Rose, 1995): Willwood-formatie (Wyoming)
  - Soort: Teilhardina magnoliana (Beard, 2008): Tuscahoma-formatie (Mississippi) - 28 gram
  - Soort: Teilhardina tenuicula (Jepsen, 1930): Willwood-formatie (Wyoming) - 135 gram
  -  Soort: Teilhardina species.: Wasatch-formatie (Colorado), Golden Valley-formatie (North Dakota)

## Ontwikkeling
Teilhardina leefde in het Vroeg-Eoceen, circa 56 tot 47 miljoen jaar geleden. Het geslacht ontwikkelde zich in Azië met T. asiatica als oudste soort. Teilhardina verspreidde zich ten tijde van het Paleocene-Eocene Thermal Maximum over de noordelijke continenten via landbruggen in de poolstreken, zoals Beringia en Groenland. Het geslacht bereikte vermoedelijk 5.000 tot 12.000 jaar na het PETM Europa met T. belgica en vervolgens Noord-Amerika binnen 25.000 jaar na aanvang van het Eoceen. In Noord-Amerika zijn T. brandti en T. magnoliana de oudste soorten. De andere Amerikaanse soorten ontwikkelden zich later in het Wasatchian.